# Dimension (album de K-Reen)
Albums de K-Reen
K-Reen
(27 octobre 1998) Old School Elixir
(6 juin 2006)
Dimension est le second opus de K-Reen, sorti le 29 octobre 2001. 
Ce disque comporte trois singles : Prends Ma Main, Oui-Non et Soirées Rétro.

## Liste des chansons
1. M'As-Tu Vu (K-Reen - Alaixy XXL / K-Reen) – 3:22
2. Soirées Rétro (Jarnod / Guy & Daddy Waku) - 3:31
3. Je Vois Les Choses (K-Reen - Sky / Max Yavonk - K-Reen) - 3:50
4. Son Cœur Se Déchire (Princess Erika / K-Reen) - 5:06
5. Prends Ma Main (K-Reen) 4:02
6. Partir Ou Rester (Jarnod - Alain Waku / Guy & Daddy Waku) - 3:48
7. 7e Ciel (K-Reen - Sky / White & Spirit - K-Reen) - 4:01
8. Casanova (feat. Diam's) (K-Reen - Diam's / Matrix - K-Reen) - 4:27
9. Marabout (K-Reen / K-Reen - Medhi) - 4:03
10. Tout Ce Qu'On Veut (feat. Jalane & China Moses) (K-Reen - Jalane - China Moses / Cut Killer) - 3:52
11. Mon Seul Eté (L'Aura - Stéphane Quentin / L'Aura) - 5:04
12. Permission De Sortir (K-Reen - Sky / DJ Scalp - K-Reen - DJ Kore) - 4:49
13. Oui-Non (K-Reen - China Moses / K-Reen) - 3:58
14. Dimension (L'Aura - Stéphane Quentin - K-Reen) - 4:45

## Crédits
- M'As Tu Vu :

Chœurs : K-Reen et China Moses
Guitariste : Rico
Editions : Art Music France / D.R.
- Soirées Rétro :

Programmation et instruments : Guy Waku
Chœurs : K-Reen
Editions : D.R.
- Je Vois Les Choses :

Programmation : K-Reen
Scratch : DJ Kore
Chœurs : Lena Ka, K-Reen et Fabrice
Editions : Art Music France / Delabel Editions
- Son Cœur Se Déchire :

Programmation : K-Reen
Chœurs : K-Reen & Ali
Claviers, direction et arrangements des cordes : Simon Hale
Guitariste : Rico
Editions : EMI Music Publishing / Art Music France
- Prends Ma Main :

Production et chœurs : Lena Ka et K-Reen
Guitariste : U-Nam pur U-Nam
Editions : Art Music France
- Partir Ou Rester :

Programmation et chœurs : Guy Waku
Chœurs : K-Reen, Jarnod, Sky, Guy Waku, Daddy Waku
Editions : D.R.
- 7e Ciel :

Arrangements vocaux : K-Reen
Chœurs : K-Reen et Sky
Editions : Art Music France / Dr / Crepuscule France
- Casanova (feat. Diam's) :

Chœurs : K-Reen et Alaixy XXL
Rap & Instruments : Diam's
Guitariste : Rico
Editions : Art Music France / BMG Music Publishing France / D.R.
- Marabout :

Percussion : Olivier Hestin
Chœurs : K-Reen, Alaixy XXL et Lena Ka
Editions : Art Music France / D.R.
- Tout Ce Qu'On Veut (feat Jalane & China Moses) :

Chœurs : Jalane - China Moses - K-Reen
Programmation : DJ Kore & DJ Skalp
Editions : Art Music France / Première Classe / Delabel Editions
- Mon Seul Eté :

Chœurs : K-Reen, Humphrey et L'Aura
Claviers, direction et arrangements des cordes : Somin Hale
Batterie : Franck Tonoh
Contrebasse : Thierry Fanfan
Guitariste : Rico
Editions : EMI Music Publishing / D.R.
- Permission De Sortir :

Chœurs : K-Reen et Sky
Editions : Art Music Publishing / D.R. / Sony Music Publishing
- Oui-Non :

Chœurs : K-Reen et China Moses
Programmation : K-Reen
Guitariste : Thierry Delano
Editions : Art Music France / Delabel Editions
- Dimension :

Chœurs : K-Reen,  Alaixy XXL et Sky
Claviers, direction et arrangements des cordes : Simon Hale
Batterie : Franck Tontoh
Guitariste : Rico
Editions : EMI Publishing / D.R. / Art Music France
- 3, 5, 10, 12, 13 : enregistrés au Studio Preview (France) par David Bardot
- 1, 4, 8, 9, 11, 14 : enregistrés au Studio Rue Courtois (France) paer Christian Lachenal
- 7 : enregistré au Studio du Cercle Rouge (France)
- 2, 6 enregistré au Studio Def (Belgique) par Marc Lauttiens

- Cordes sur Son Cœur se Déchire, Mon Seul Eté et dimension  dirigées et arrangées par Simon Hale, enregistrées au Studio Angel Recording (Londres) par Steve Price
- 1er violon : Sophie Lanjdon

- Mixé au studio  :  POLYGONE par Tony Smallos assisté de Thierry Vercruysse sauf Oui-Non mixé par Cyrille Traclet au studio Lattitude 101 et Prends Ma Main mixé au studio Guillaume Tell par Smallos
- Masterisé chez : Sterling Sound (NYC) par Tom Coyne

- Réalisation : Fabou 3, 5, 10, 12, 13
- K-Reen et Christian Lachenal : 1, 4, 8, 9, 11, 14
- White & Spirit pour Cercle Rouge Productions
- 7 : Guy Waku assisté de Daddy Waku 2, 6

- Design : Thomas Bronx
- Photos : Xavier De Nauw

## Classement
L'opus se classe à la 113e place des charts le 29 octobre 2001.